# MG.K Vis Colors For Peace
El Sangemini-MG.Kvis (codi UCI: NMG), conegut anteriorment com a Vega o Norda,, és un equip ciclista italià, de ciclisme en ruta. Creat al 2006, va passar a categoria continental el 2014.

## Principals resultats
- Trofeu internacional Bastianelli: Nicola Gaffurini (2014), Michele Gazzara (2015)
- Gran Premi de la Indústria del marbre: Gian Marco Di Francesco (2015)
- Giro del Medio Brenta: Michele Gazzara (2015, 2017)
- Giro delle Valli Aretine: Nicola Gaffurini (2015)
- Trofeu Ciutat de Brescia: Gian Marco Di Francesco (2015)
- Belgrad-Banja Luka II: Nicola Gaffurini (2017)
- Volta a Albània: Francesco Manuel Bongiorno (2017)
- Copa de la Pau: Nicola Gaffurini (2017)

### A les grans voltes
- Giro d'Itàlia
  - 0 participacions
- Tour de França
  - 0 participacions
- Volta a Espanya
  - 0 participacions

## Composició de l'equip
| \| Llista de l'equip 2016 \| Llista de l'equip 2016 \| Llista de l'equip 2016 \| Llista de l'equip 2016 \| \| Ciclista \| Data de naixement \| Equip previ \| \| \| --------------------------------------- \| ---------------------- \| ------------------------- \| ---------------------- \| \| Alessandro Baldoni \| 13 de setembre de 1997 \| \| \| \| Gianmarco Di Francesco \| 2 de agost de 1989 \| \| \| \| Nicola Gaffurini \| 15 de desembre de 1989 \| \| \| \| Michele Gazzara \| 27 de setembre de 1990 \| \| \| \| Andrea Genga \| 22 de juny de 1997 \| \| \| \| Loris Gentile \| 13 de octubre de 1997 \| \| \| \| Giacomo Giuliani \| 1 de juliol de 1996 \| \| \| \| Francesco Labbrozzi \| 22 de juny de 1997 \| \| \| \| Stefano Nardelli \| 29 de novembre de 1993 \| Unieuro Wilier (2015) \| \| \| Matteo Occhialini \| 5 de febrer de 1995 \| \| \| \| Raffaele Radice \| 21 de juny de 1996 \| \| \| \| Niccolò Salvietti \| 3 de novembre de 1993 \| \| \| \| Michele Scartezzini \| 10 de gener de 1992 \| Astana Continental (2014) \| \| \| Andrea Tomassini \| 15 de setembre de 1996 \| \| \| \| Fabio Tuzi \| 3 de gener de 1995 \| \| \| \| Evgeny Zverkov \| 2 de febrer de 1993 \| Itera-Katusha (2014) \| \| \| Paolo Totò (1 de jul–31 de des) \| 22 de gener de 1991 \| \| \| \| \| \| \| \| \| Fonts: ProCyclingStats Cycling Archives \| \| \| \|Nota: Alessandro Baldoni |                        |                           |  |
| Llista de l'equip 2016 |                        |                           |  |
| Ciclista | Data de naixement      | Equip previ               |  |
| Alessandro Baldoni | 13 de setembre de 1997 |                           |  |
| Gianmarco Di Francesco | 2 de agost de 1989     |                           |  |
| Nicola Gaffurini | 15 de desembre de 1989 |                           |  |
| Michele Gazzara | 27 de setembre de 1990 |                           |  |
| Andrea Genga | 22 de juny de 1997     |                           |  |
| Loris Gentile | 13 de octubre de 1997  |                           |  |
| Giacomo Giuliani | 1 de juliol de 1996    |                           |  |
| Francesco Labbrozzi | 22 de juny de 1997     |                           |  |
| Stefano Nardelli | 29 de novembre de 1993 | Unieuro Wilier (2015)     |  |
| Matteo Occhialini | 5 de febrer de 1995    |                           |  |
| Raffaele Radice | 21 de juny de 1996     |                           |  |
| Niccolò Salvietti | 3 de novembre de 1993  |                           |  |
| Michele Scartezzini | 10 de gener de 1992    | Astana Continental (2014) |  |
| Andrea Tomassini | 15 de setembre de 1996 |                           |  |
| Fabio Tuzi | 3 de gener de 1995     |                           |  |
| Evgeny Zverkov | 2 de febrer de 1993    | Itera-Katusha (2014)      |  |
| Paolo Totò (1 de jul–31 de des) | 22 de gener de 1991    |                           |  |
| |                        |                           |  |
| Fonts: ProCyclingStats Cycling Archives |                        |                           |  |

| \| Llista de l'equip 2017 \| Llista de l'equip 2017 \| Llista de l'equip 2017 \| Llista de l'equip 2017 \| \| Ciclista \| Data de naixement \| Equip previ \| \| \| ------------------------------------------------ \| ---------------------- \| ------------------------------------ \| ---------------------- \| \| Alessandro Baldoni \| 13 de setembre de 1997 \| \| \| \| Francesco Manuel Bongiorno (1 de març–31 de des) \| 1 de setembre de 1990 \| Bardiani CSF (2016) \| \| \| Nicola Gaffurini \| 15 de desembre de 1989 \| \| \| \| Michele Gazzara \| 27 de setembre de 1990 \| \| \| \| Andrea Genga \| 22 de juny de 1997 \| \| \| \| Matteo Occhialini \| 5 de febrer de 1995 \| \| \| \| Davide Orrico \| 17 de febrer de 1990 \| Colpack (2016) \| \| \| Niccolò Salvietti \| 3 de novembre de 1993 \| \| \| \| Michele Scartezzini \| 10 de gener de 1992 \| Astana Continental (2014) \| \| \| Andrea Tomassini \| 15 de setembre de 1996 \| \| \| \| Paolo Totò \| 22 de gener de 1991 \| \| \| \| Fabio Tuzi \| 3 de gener de 1995 \| \| \| \| Simone Bernardini \| 6 de setembre de 1991 \| \| \| \| Elia Ciabocco \| 24 de juliol de 1998 \| \| \| \| Francesco Labbrozzi \| 22 de juny de 1997 \| \| \| \| Alessandro Marinozzi \| 30 de setembre de 1998 \| \| \| \| Paolo Prandini \| 12 de desembre de 1996 \| \| \| \| Dario Puccioni (1 de ago–31 de des, aprenent) \| 16 de setembre de 1996 \| \| \| \| Cristian Scaroni (1 de ago–31 de des, aprenent) \| 16 de octubre de 1997 \| General Store Bottoli Zardini (2017) \| \| \| \| \| \| \| \| Font: ProCyclingStats \| \| \| \|Nota: Alessandro Baldoni |                        |                                      |  |
| Llista de l'equip 2017 |                        |                                      |  |
| Ciclista | Data de naixement      | Equip previ                          |  |
| Alessandro Baldoni | 13 de setembre de 1997 |                                      |  |
| Francesco Manuel Bongiorno (1 de març–31 de des) | 1 de setembre de 1990  | Bardiani CSF (2016)                  |  |
| Nicola Gaffurini | 15 de desembre de 1989 |                                      |  |
| Michele Gazzara | 27 de setembre de 1990 |                                      |  |
| Andrea Genga | 22 de juny de 1997     |                                      |  |
| Matteo Occhialini | 5 de febrer de 1995    |                                      |  |
| Davide Orrico | 17 de febrer de 1990   | Colpack (2016)                       |  |
| Niccolò Salvietti | 3 de novembre de 1993  |                                      |  |
| Michele Scartezzini | 10 de gener de 1992    | Astana Continental (2014)            |  |
| Andrea Tomassini | 15 de setembre de 1996 |                                      |  |
| Paolo Totò | 22 de gener de 1991    |                                      |  |
| Fabio Tuzi | 3 de gener de 1995     |                                      |  |
| Simone Bernardini | 6 de setembre de 1991  |                                      |  |
| Elia Ciabocco | 24 de juliol de 1998   |                                      |  |
| Francesco Labbrozzi | 22 de juny de 1997     |                                      |  |
| Alessandro Marinozzi | 30 de setembre de 1998 |                                      |  |
| Paolo Prandini | 12 de desembre de 1996 |                                      |  |
| Dario Puccioni (1 de ago–31 de des, aprenent) | 16 de setembre de 1996 |                                      |  |
| Cristian Scaroni (1 de ago–31 de des, aprenent) | 16 de octubre de 1997  | General Store Bottoli Zardini (2017) |  |
| |                        |                                      |  |
| Font: ProCyclingStats |                        |                                      |  |

## Classificacions UCI
L'equip participà en els Circuits continentals de ciclisme des del 2014. La següent classificació estableix la posició de l'equip en finalitzar la temporada.
UCI Àsia Tour
| Temporada | Classificació per equips | Millor ciclista en la classificació individual |
| --------- | ------------------------ | ---------------------------------------------- |
| 2016      | 51è                      | Nicola Gaffurini (181è)                        |

UCI Europa Tour
| Temporada | Classificació per equips | Millor ciclista en la classificació individual |
| --------- | ------------------------ | ---------------------------------------------- |
| 2014      | 87è                      | Nicola Gaffurini (263è)                        |
| 2015      | 57è                      | Michele Gazzara (197è)                         |
| 2016      | 54è                      | Michele Gazzara (423è)                         |
| 2017      | 54è                      | Nicola Gaffurini (103è)                        |